# 2019-es angol labdarúgó-ligakupa-döntő
A 2018–19-es EFL Cup döntőjét 2019. február 24-én a londoni Wembley Stadionban játszotta a Manchester City és az Chelsea. A kupagyőztes indulási jogot szerez a 2019–2020-as Európa-liga selejtezőbe, ha más módon nem került be egyik európai kupasorozatba sem. A kupa címvédője, a Manchester City ismét bejutott a döntőbe. A Manchester City megvédte címét, miután a döntőben gól nélküli 120 percet követően büntetőpárbajban legyőzte a Chelsea-t. Ezzel megszerezték a 6. ligakupa-győzelmüket.

## Út a döntőbe
| CHELSEA           | CHELSEA           | Forduló      | MANCHESTER CITY | MANCHESTER CITY |
| ----------------- | ----------------- | ------------ | --------------- | --------------- |
|                   |                   |              |                 |                 |
| Ellenfél          | Eredmény          |              | Ellenfél        | Eredmény        |
| Liverpool         | 2–1               | Harmadik kör | Oxford United   | 3–0             |
| Derby County      | 3–2               | Negyedik kör | Fulham          | 2–0             |
| Bournemouth       | 1–0               | Negyeddöntő  | Leicester City  | 1–1 (b: 3–1)    |
| Tottenham Hotspur | 0–1, 2–1 (b: 4–2) | Elődöntő     | Burton Albion   | 9–0, 1–0        |

### Chelsea
2018. szeptember 26-án az élvonalbeli Liverpool ellen kezdtek a Ligakupában a harmadik körben, 2–1-re nyertek. Az 58. percben Naby Keïta lövését még védeni tudta Caballero, a kipattanót azonban Daniel Sturridge belőtte. A 79. percben a szabadrúgás utáni fejest Mignolet hárította, de a liverpooli védők nem tudtak felszabadítani, Emerson Palmieri pedig közelről a hálóba lőtte a labdát. Öt perccel később a csereként beálló Eden Hazard egy szóló után lőtt gólt, ezzel a Chelsea 2–1-re nyert, és bejutott a legjobb 16 közé. A negyedik körben a Derby County ellen az 5. percben Fikayo Tomori rosszul találta el a labdát, ami a saját kapujába pattant róla, négy perccel később Jack Marriott a Chelsea védelmi hibáját kihasználva egyenlített.  A 21. percben egy újabb öngól esett a Derby részéről, ezúttal Richard Keogh-ról változtatott irányt a labda Davide Zappacosta beadását követően. A 27. percben Martyn Waghorn 2–2-re egyenlítette ki a mérkőzést, majd Cesc Fàbregas a 41. percben belőtte a győztes gólt a Chelsea számára. December 19-én a Bournemouth ellen 1–0-ra nyertek, Eden Hazard 84. percben szerzett góljával. Az elődöntő első mérkőzésén Harry Kane tizenegyesből szerzett góljával 1–0-ra nyert a Tottenham Hotspur. A visszavágón a 27. percben N’Golo Kanté szerzett vezetést a Chelsea-nek, Hazard duplázta meg a hazaiak előnyét. A csereként beálló Danny Rose beíveléséből Fernando Llorente fejelte Kepa Arrizabalaga kapujába, tizenegyespárbaj után a hazaiak jutottak be a fináléba, ahol a Manchester City volt az ellenfelük.

### Manchester City
A címvédő Manchester City a harmadosztályú Oxford United ellen kezdte meg a harmadik kört, amit 3–0-ra meg is nyert. A 36. percben Gabriel Jesus egy elé pattanó labdát fejelt közelről a kapuba, majd a 78. percben Phil Foden ugratta ki Rijad Mahrezt, aki nem hibázott. A harmadik gólt Foden szerezte. November 1-jén a Fulham csapatát 2–0-ra győzték le Brahim Díaz duplájával. Első gólját a 18. percben egy szöglet utáni lövése megpattant a védőkön és a hálóban kötött ki, ezután a 65. percben Gabriel Jesus kapufáról lepattanó lövését lőtte a léc alá. A negyeddöntőben Kevin De Bruyne remek csellel alakított ki lövőhelyzetet, majd nagy erővel a rövid sarokba lőtt. Wilfred Ndidi ívelése után Marc Albrighton lőtt kapásból Arijanet Murić kapujába, ezzel kiegyenlített a Leicester City csapatának. A büntetőpárbajban a Manchester City lépett tovább az elődöntőbe. Az elődöntő első mérkőzésén a Manchester City 9–0-ra győzte le a harmadosztályú Burton Albion csapatát. Az 5. percben De Bruyne fejesből szerzett vezetést, majd a 30. percben Leroy Sané közeli lövését Bradley Collins még védeni tudta, de a felperdülő labdára Gabriel Jesus érkezett és két védő közül az üres kapuba bólintott. A 34. percben ismét a brazil játékos volt eredményes, majd három perccel később Olekszandr Zincsenko 22 méterről tekerte a labdát a bal felső sarokba. A második félidőben Jesus még kétszer volt eredményes, a 62. percben Phil Foden, a 70. percben Kyle Walker is betalált, majd Rijad Mahrez állította be a 83. percben a végeredményt. Josep Guardiola a visszavágóra 23 év, 323 napos átlagéletkorú csapatot küldött a pályára. A mérkőzést Sergio Agüero góljával nyerték meg, így 10–0-s összesítéssel címvédőként ott volt a fináléban.

## A mérkőzés
| 2019. február 24. 17:30 (CET) |

| Chelsea                                  | 0–0 (h. u.)     | Manchester City                        |
| ---------------------------------------- | --------------- | -------------------------------------- |
|                                          | (0–0, 0–0, 0–0) |                                        |
| Büntetőpárbaj                            |                 |                                        |
| Jorginho Azpilicueta Emerson Luiz Hazard | 3–4             | Gündoğan Agüero Sané B. Silva Sterling |

| Wembley Stadion, London Nézőszám: 81 775 Játékvezető: Jonathan Moss |

| Chelsea | Manchester City |

| KA             | 1  | Kepa Arrizabalaga   |     |     |
| BV             | 28 | César Azpilicueta   |     |     |
| KV             | 2  | Antonio Rüdiger     | 65' |     |
| KV             | 30 | David Luiz          | 65' |     |
| JV             | 33 | Emerson             |     |     |
| KKP            | 7  | N’Golo Kanté        |     |     |
| KKP            | 5  | Jorginho            | 65' |     |
| KKP            | 8  | Ross Barkley        |     | 89' |
| JCS            | 22 | Willian             |     | 95' |
| CS             | 10 | Eden Hazard         |     |     |
| BCS            | 11 | Pedro               |     | 79' |
| Cserék:        |    |                     |     |     |
| KA             | 13 | Willy Caballero     |     |     |
| V              | 27 | Andreas Christensen |     |     |
| KKP            | 12 | Ruben Loftus-Cheek  |     | 89' |
| KKP            | 17 | Mateo Kovačić       |     |     |
| KKP            | 20 | Callum Hudson-Odoi  |     | 79' |
| KCS            | 9  | Gonzalo Higuaín     |     | 95' |
| KCS            | 18 | Olivier Giroud      |     |     |
| Menedzser:     |    |                     |     |     |
| Maurizio Sarri |    |                     |     |     |

| KA            | 31 | Ederson              |       |     |
| BV            | 2  | Kyle Walker          |       |     |
| KV            | 30 | Nicolás Otamendi     | 90+1' |     |
| KV            | 14 | Aymeric Laporte      |       | 46' |
| BV            | 35 | Olekszandr Zincsenko |       |     |
| KKP           | 17 | Kevin De Bruyne      |       | 86' |
| KKP           | 25 | Fernandinho          | 65'   | 91' |
| KKP           | 21 | David Silva          |       | 79' |
| JCS           | 20 | Bernardo Silva       |       |     |
| KCS           | 10 | Sergio Agüero        |       |     |
| BCS           | 7  | Raheem Sterling      |       |     |
| Cserék:       |    |                      |       |     |
| KA            | 49 | Arijanet Murić       |       |     |
| V             | 3  | Danilo               |       | 91' |
| V             | 4  | Vincent Kompany      |       | 46' |
| KP            | 8  | İlkay Gündoğan       |       | 79' |
| KP            | 19 | Leroy Sané           |       | 86' |
| KP            | 26 | Rijad Mahrez         |       |     |
| KP            | 47 | Phil Foden           |       |     |
| Menedzser:    |    |                      |       |     |
| Pep Guardiola |    |                      |       |     |

| A mérkőzés legjobbja: Bernardo Silva (Manchester City) Asszisztensek: Andy Halliday (Army) Marc Perry (West Midlands) Negyedik játékvezető: Paul Tierney (Lancashire) Tartalék játékvezető: Constantine Hatzidakis (Kent) Videó bíró: Martin Atkinson (West Yorkshire) Videó bíró asszisztens: Steve Child (London) | Szabályok - 90 perc rendes játékidő - 30 perc hosszabbítás döntetlen esetén - Tizenegyesek, ha a hosszabbítás végén is döntetlen az állás - Hét cserejátékos nevezhető - Maximum négy bevethető, három rendes játékidőben és egy pedig a hosszabbításban |